# Eucalyptus cambageana
Eucalyptus cambageana är en myrtenväxtart som beskrevs av Joseph Henry Maiden. Eucalyptus cambageana ingår i släktet Eucalyptus och familjen myrtenväxter. Inga underarter finns listade i Catalogue of Life.